# Turkey in the straw

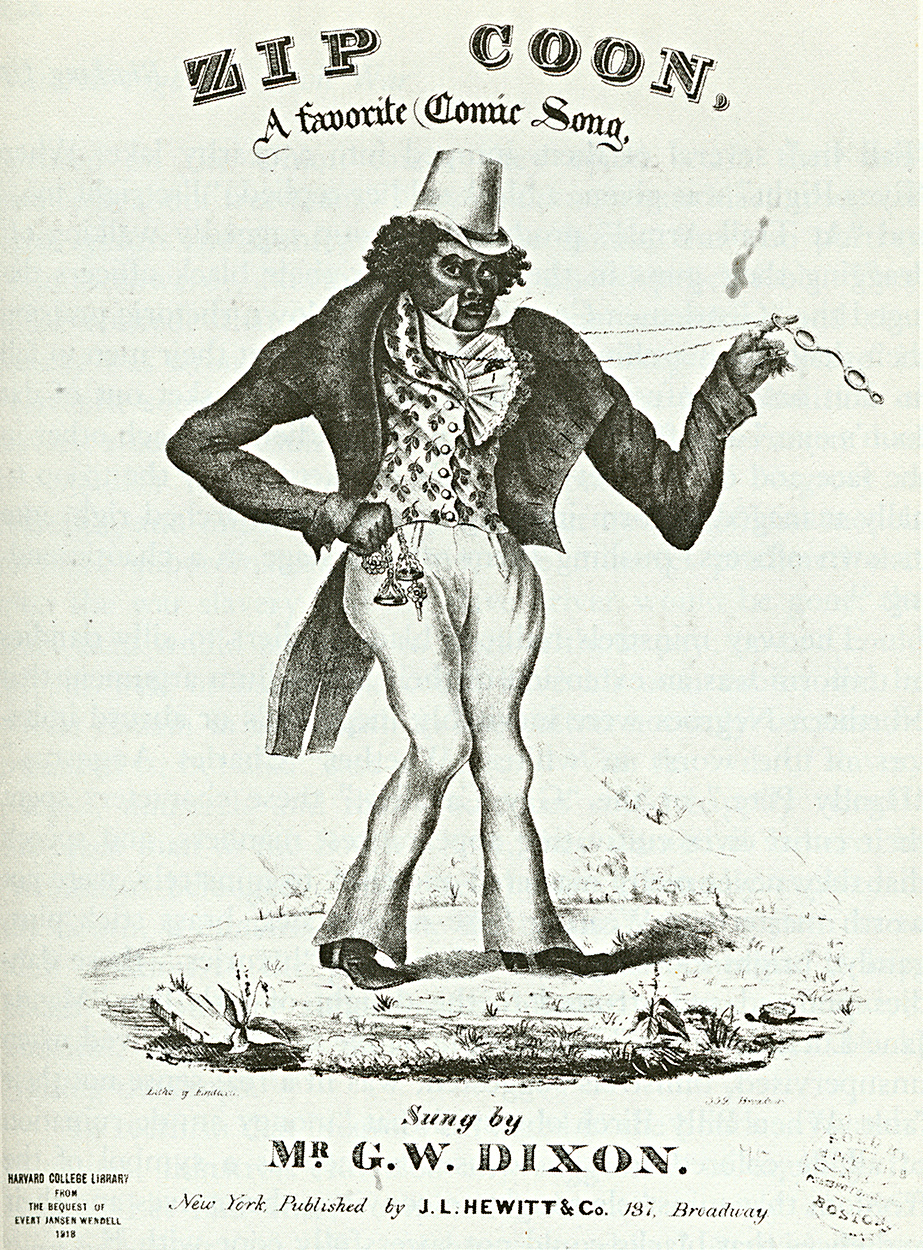
Carátula de Zip Coon, década de 1830.

Turkey in the Straw (El pavo en la paja) es una famosa canción folklórica de los Estados Unidos, que se remonta a principios del siglo XIX. La melodía de la canción se popularizó desde la década de 1820 debido a su interpretación por parte de los blackfaces (músicos blancos que se pintaban la cara para parecer negros, a menudo de forma paródica y burlesca), especialmente George Washington Dixon, Bob Farrell y George Nichols. Otra canción de la época, Zip Coon, utilizaba la misma melodía. La primera versión musical comercializada apareció entre 1829 y 1834 en Nueva York o Baltimore. Todos los músicos mencionados afirmaron haber escrito la canción y su autoría real nunca ha sido aclarada. En ocasiones se atribuye erróneamente al compositor Daniel Decatur Emmett de Ohio.

## Letra
Turkey in the Straw tiene una serie vocal de una octava y una sexta menor. Tanto el verso como el coro terminan sobre la tónica y ambos comienzan en una tercera mayor sobre la tónica. En el verso la nota más elevada es una quinta sobre la tónica y la más baja es una sexta menor. En el coro la nota más elevada es una octava sobre la última nota y la más baja es la última nota. Se trata de una melodía pegadiza que tiene muchas versiones líricas diferentes. Las primeras letras con el nombre Turkey in the Straw fueron escritas por Dan Bryant (líder de los Bryant's Minstrels) y fueron publicadas en 1861. La letra y melodía de Zip Coon se añadía al final. El coro de la primera letra publicada por Dan Bryant es el siguiente:
Turkey in de straw, turkey in de hay
Turkey in de straw, turkey in de hay
Roll 'em up an' twist 'em up a high tuc-ka-haw
An' twist 'em up a tune called Turkey in the Straw
Otra versión tradicional tiene esta letra:
Turkey in the hay, in the hay, in the hay.
Turkey in the straw, in straw, in the straw,
Pick up your fiddle and rosin your bow,
And put on a tune called Turkey in the Straw.
Y otra letra es la siguiente:
Turkey in the straw — Haw haw haw
Turkey in the hay — Hey hey hey
The Reubens [farm people] are dancing to Turkey in the Straw
Hey highdy heydy, and a haw haw haw
Otra letra es la siguiente:
Turkey in the straw, turkey in the hay,
Turkey in the straw what do you say.
Funnest thing I ever saw.
It's a little tune called Turkey in the Straw.
Existen versiones sobre la Guerra de Secesión, versión sobre la pesca y otras con versos absurdos. Los folkloristas han documentado versiones con letras obscenas desde el siglo XIX.
Otra versión tiene el título de Natchez Under the Hill. Se cree que la letra fue añadida a una melodía anterior por Bob Farrel y fue interpretada el 11 de agosto de 1834.

## Usos contemporáneos
- Turkey in the Straw sigue siendo popular entre los violinistas callejeros y los heladeros. Aparece en el videojuego Wii Music para la consola Wii. También aparece en la banda sonora de muchas películas; la canción ya era de dominio público cuando comenzó la era del cine, así que fue muy utilizada en cortometrajes de dibujos animados para sugerir escenarios de vida rural. Quizás el primer uso de la melodía en un cortometraje animado fue en Steamboat Willie (1928). La canción infantil Do Your Ears Hang Low? habitualmente se canta con la melodía de Turkey in the Straw. Wakko's America, una canción de 1993 de la serie Animaniacs también utiliza la melodía.

- George Gobel cantó esta versión en TV:

Oh, I had a little chicken and she wouldn't lay an egg, 

So I poured some hot water on her left-hand leg, 

Then I poured some hot water on her right-hand leg, 

Now my little chicken laid a hard-boiled egg!
- En la película Billy el Niño (1930), el actor Roscoe Ates canta Turkey in the Straw.

- En el libro La conjura de los necios de John K. Toole, el protagonista menciona esta canción como una abominación absurdamente venerada por la sociedad norteamericana.

- Young Indiana Jones Chronicles (1993). Episodio Mystery of the Blues.
- The Simpsons (1997). Episodio [3G03] Simpsoncalifragilisticexpiala-D'oh-cious.
- How I Met Your Mother (2010). Episodio [5ALH15] Rabbit or Duck. Tono del móvil de Barney Stinson.
- En el libro La Ventana Alta (The high window, año 1942), de Raymond Chandler, el protagonista menciona esta canción: "Pasó el hombre de los helados en su carrito azul y blanco, haciendo sonar Turkey in the Straw en su caja de música".
- La canción "Verishuvi" del grupo Idol japonés Sakura Gakuin usa esta melodía como introducción e intermedio.